# Arhytis chinensis
Arhytis chinensis är en stekelart som beskrevs av Gupta 1983. Arhytis chinensis ingår i släktet Arhytis och familjen brokparasitsteklar. Inga underarter finns listade.